# Emmanuel Demarcy-Mota
Emmanuel Demarcy-Mota (* 19. Juni 1970) ist ein französischer Regisseur und Theaterleiter.

## Leben
Demarcy-Mota ist der Sohn der portugiesischen Schauspielerin Teresa Mota und des französischen Dramatikers Richard Demarcy. Er gründete bereits am Lycée Rodin einen dramatischen Club, mit dem er Albert Camus’ Caligula aufführte. Er setzte diese Arbeit in erweitertem Rahmen während seines Studiums an der Sorbonne fort, wo u. a. Werke von William Shakespeare, Heinrich von Kleist, Heiner Müller und Luigi Pirandello zur Aufführung kamen, und gründete schließlich 1988 die Compagnie des Millefontaines.
Über fünf Jahre war er Artist in Residence am Théâtre de la Commune-CDN d’Aubervilliers und beim Forum Culturel de Blanc-Mesnil. Seine Inszenierung von Charles Ferdinand Ramuz’ L’Histoire du soldat   am Théâtre de la Commune wurde für die Biennale von Lyon ausgewählt, tourte zwei Saisons durch Frankreich und wurde schließlich bei der Gulbenkian-Stiftung in Lissabon aufgeführt.
Von 2002 bis 2008 war er Direktor der Comédie de Reims am Centre Dramatique National, danach übernahm er die Leitung des Théâtre de la Ville in Paris. Außerdem wurde er 2011 Generaldirektor des Festival d’Automne in Paris. 1998 zeichnete ihn das Syndicat National de la Critique Dramatique mit dem Prix de la révélation théâtrale de l’année aus.